# フィニアスとファーブの挿入歌
フィニアスとファーブの挿入歌では、フィニアスとファーブの中で流れる挿入歌の一覧について、記述する。
日本語版は、ヴォイスフィールドが制作。邦題が未判明なものがほとんどだが、判明しているものについては邦題をのせる。#26~#36,#38~#46,#47Bパート,#49~#50で流れる全ての挿入歌が、始めは吹き替えされていないまま字幕で放送されていたが、現在はそれが成されて日本語音声で放送されている。また、#63「夏はキミのもの!パート1」の挿入歌“Believe We Can”ゲスト出演者が歌っている関係上、字幕放送のままである。#48「フィニアスとファーブのクリスマス・バケーション」は、新たに挿入歌“彼が欲しいもの”が追加されたエクステンディッド・エディションが制作された。#82「フィニアスとファーブの真夏のクリスマス番組」の挿入歌“Let it Snow, Let it Snow, Let it Snow”は吹き替えも字幕の表示もされていない。

## 主題歌
主題歌は「今日はきっと最高になるよ！」という邦題がつけられており、岡崎昌幸によって歌われている。原題は“Today is Gonna Be a Great Day”で原語版はボウリング・フォー・スープによるものである。どちらもアルバムに収録されている。シーズン2の「フィニアスとファーブのクリスマス・バケーション」や、シーズン4で流れる冬バージョンもある。また、シーズン2の#38では2番が歌われている。

## シーズン1
「夏休みはジェットコースター！」「女優キャンディス」では挿入歌が流れないため除外。
| エピソード                   | 挿入歌                                                                 | 制作 | 歌唱                                                                                       | アルバム収録     |
| ---------------------------- | ---------------------------------------------------------------------- | --- | ------------------------------------------------------------------------------------------ | ---------------- |
| キャンディスの誕生日         | キャンディスの誕生日 (She's Candace)                                   | N/A | 男の人                                                                                     | なし             |
| カーレースに出よう!          | ゴー！フィニアス！(Go Go Phineas)                                      | ダン・ポベンマイヤー、ジェフ・“スワンピー”・マーシュ、ダニー・ジェイコブ                                                                                           | ファイヤーサイド・ガールズ                                                                 | なし             |
| 裏庭ビーチ                   | 裏庭ビーチ (Backyard Beach)                                            | ダン・ポベンマイヤー、ダニー・ジェイコブ | ファーブ（立花敏弘）                                                                       | 英語版           |
| 裏庭ビーチ                   | If Summer Only Lasted One Day                                          | ダン・ポベンマイヤー、ジェフ・“スワンピー”・マーシュ、ボビー・ゲイラー、ジョン・コルトン・バリー                                                                   | 風雅なおと                                                                                 | なし             |
| 裏庭ビーチ                   | The Moment Has Arrived (our song)                                      | N/A | 不明                                                                                       | なし             |
| 裏庭ビーチ                   | カモノハシペリー (Perry The Platypus)                                  | ダン・ポベンマイヤー、ジェフ・“スワンピー”・マーシュ | 岡崎昌幸                                                                                   | 英語版／日本語版 |
| ダウンタウンでカウボーイ     | On The Trail                                                           | ダン・ポベンマイヤー、ジェフ・“スワンピー”・マーシュ、ボビー・ゲイラー、マーティン・オルソン、ダニー・ジェイコブ                                                   | カウボーイ                                                                                 | なし             |
| ダウンタウンでカウボーイ     | In The Mall                                                            | ダン・ポベンマイヤー、ジェフ・“スワンピー”・マーシュ、ボビー・ゲイラー、マーティン・オルソン、ダニー・ジェイコブ                                                   | フィニアス、イザベラ                                                                       | なし             |
| 真夏のスウィンター           | S'Winter                                                               | N/A | イザベラ、原田真純、市之瀬洋一                                                             | なし             |
| ミイラをさがそう             | ミイラがともだち (My Undead Mummy)                                     | ダン・ポベンマイヤー、ジェフ・“スワンピー”・マーシュ、ボビー・ゲイラー、マーティン・オルソン、ダニー・ジェイコブ                                                   | 市之瀬洋一                                                                                 | 英語版           |
| あこがれの一発屋             | ギチ・ギチ・グーは愛してる (Gitchee Gitchee Goo)                       | ダン・ポベンマイヤー、ジェフ・“スワンピー”・マーシュ、ジョン・コルトン・バリー                                                                                     | フィニアス・アンド・ファーブトーンズ（フィニアス、ファーブ、"ファーベッツ"）、キャンディス | 英語版／日本語版 |
| あこがれの一発屋             | 噂のリンダナ (I'm Lindana and I Wanna Have Fun!)                       | ダン・ポベンマイヤー、ジェフ・“スワンピー”・マーシュ、ジョン・コルトン・バリー、クリス・ヘドリック                                                                 | リンダナ（笹部恵里子）                                                                     | 英語版           |
| ガキ大将と決闘               | ガキ大将 (He's a Bully)                                                | ダン・ポベンマイヤー、ジェフ・“スワンピー”・マーシュ、ボビー・ゲイラー、マーティン・オルソン、ダニー・ジェイコブ                                                   | 岡崎昌幸                                                                                   | 英語版           |
| ガキ大将と決闘               | It's Going So Badly                                                    | ダン・ポベンマイヤー、ダニー・ジェイコブ | 不明                                                                                       | なし             |
| ビッグフットをやっつけろ     | He's Bigfoot                                                           | N/A | クライド                                                                                   | なし             |
| ツリーハウス対決             | 何よりも嫌な兄弟 (My Goody Two Shoes Brother)                          | ダン・ポベンマイヤー、ジェフ・“スワンピー”・マーシュ、ボビー・ゲイラー、マーティン・オルソン、ダニー・ジェイコブ                                                   | ドゥーフェンシュマーツ                                                                     | 英語版           |
| タイムマシン大作戦           | 懐かしき宿敵との日々 (When We Didn't Get Along)                        | ダン・ポベンマイヤー、ジェフ・“スワンピー”・マーシュ、ボビー・ゲイラー、ジョン・コルトン・バリー、マーティン・オルソン、ダニー・ジェイコブ                         | 市之瀬洋一                                                                                 | なし             |
| タイムマシン大作戦           | ステキ宿敵 (My Nemesis)                                                | ダン・ポベンマイヤー、ジェフ・“スワンピー”・マーシュ、ボビー・ゲイラー、ケント・オズボーン                                                                         | 市之瀬洋一、風雅なおと                                                                     | 英語版           |
| タイムマシン大作戦           | Fossils                                                                | |                                                                                            | なし             |
| 僕らのサーカス               | 悪魔なふたり (E.V.I.L. Boys)                                           | ダン・ポベンマイヤー、ジェフ・“スワンピー”・マーシュ、ボビー・ゲイラー、マーティン・オルソン                                                                       | キャンディス（武虎）                                                                       | 英語版           |
| ノンアクション・フィギア     | Shimmy Jimmy                                                           | N/A | 原田真純、立花敏弘                                                                         | なし             |
| ノンアクション・フィギア     | Quirky Worky Song                                                      | N/A | ローラ・ディキンソン、ダニー・ジェイコブ（原語版流用）                                     | 英語版           |
| ノンアクション・フィギア     | Brick                                                                  | N/A | 立花敏弘                                                                                   | なし             |
| ドッキリおばけ屋敷           | カモノハシペリー（エクステンディッド・バージョン）(Perry the Platypus) | ダン・ポベンマイヤー、ジェフ・“スワンピー”・マーシュ | 岡崎昌幸                                                                                   | 英語版／日本語版 |
| ドッキリおばけ屋敷           | キャンディスのテーマ (It's Candace)                                    | N/A | 市之瀬洋一                                                                                 | なし             |
| ドッキリおばけ屋敷           | ドッキリビックリで解決(One Good Scare Ought To Do It!)                 | ダン・ポベンマイヤー、ジェフ・“スワンピー”・マーシュ、ダニージェイコブ、クリス・ヘドリック                                                                         | フィニアス、立花敏弘                                                                       | なし             |
| 黒騎士の伝説                 | Ballad of the Black Knight                                             | N/A | 立花敏弘                                                                                   | なし             |
| フィニドロイドとファーボット | フィニドロイドとファーボット(Phinedroids and Ferbots)                  | ダン・ポベンマイヤー、ジェフ・“スワンピー”・マーシュ、ボビー・ゲイラー、マーティン・オルソン、アリキ・セオフィロパウロス・グラフト                                 | 立花敏弘、不明                                                                             | 英語版           |
| ママの誕生日                 | ママのバースデー (I Love You Mom)                                      | ダン・ポベンマイヤー、ジェフ・“スワンピー”・マーシュ、マーティン・オルソン                                                                                         | キャンディス                                                                               | 英語版           |
| 体内探検                     | Hemoglobin Highway                                                     | N/A | 市之瀬洋一                                                                                 | なし             |
| ファッション界デビュー       | Forever Summer                                                         | N/A | 市之瀬洋一                                                                                 | なし             |
| アイスクリームを作ろう       | 覚悟して（Busted）                                                     | ダン・ポベンマイヤー、ジェフ・“スワンピー”・マーシュ、ジョン・コルトン・バリー、マーティン・オルソン、アントワーヌ・ギルボー、ダニー・ジェイコブ                   | キャンディス、ヴァネッサ                                                                   | 英語版           |
| 縦列駐車チャレンジ           | トラック・ガール（Truck Drivin' Girl）                                 | ダン・ポベンマイヤー、ジェフ・“スワンピー”・マーシュ、ジョン・コルトン・バリー、マーティン・オルソン、ボビー・ゲイラー、マイク・ディードリック、ダニー・ジェイコブ | 石原慎一                                                                                   | 英語版           |
| モジャヒゲの歌               | The Ballad Of Badbeard                                                 | N/A | フィニアス、ファーブ、キャンディス、バルジート、ビューフォード、グレッチェン、武虎         | なし             |
| バンド再結成                 | History of Rock                                                        | ダン・ポベンマイヤー、マーティン・オルソン、クリス・ヘドリック | フィニアス、岡崎昌幸                                                                       | なし             |
| バンド再結成                 | ファビュラス（Fabulous）                                               | ダン・ポベンマイヤー、ジェフ・“スワンピー”・マーシュ、マーティン・オルソン、ボビー・ゲイラー、クリス・ヘドリック                                                   | ボビー（風雅なおと）                                                                       | 英語版           |
| バンド再結成                 | リズム感がない（Ain't Got Rhythm）                                     | ダン・ポベンマイヤー、ジェフ・“スワンピー”・マーシュ、マーティン・オルソン、ロバート・ヒューズ、ダニー・ジェイコブ                                                 | シャーマン、フィニアス                                                                     | 英語版           |
| バンド再結成                 | 君はこころの友（You Snuck Your Way Right Into My Heart）               | ダン・ポベンマイヤー、マーティン・オルソン、ジョン・コルトン・バリー、クリス・ヘドリック                                                                           | ラブ・ハンドル                                                                             | 英語版           |
| バンド再結成                 | Music Makes Us Better                                                  | ダン・ポベンマイヤー、ダニー・ジェイコブ、クリス・ヘドリック | ラブ・ハンドル                                                                             | なし             |
| ザ・ベティーズ               | みんなでベティーズ（Ready For The Bettys）                             | ダン・ポベンマイヤー、ジェフ・“スワンピー”・マーシュ、マーティン・オルソン、ダニー・ジェイコブ、アリキ・セオフィロパウロス・グラフト                               | ザ・ベティーズ（松本さち）                                                                 | 英語版           |
| 空飛ぶ魚                     | The Flying Fishmonger                                                  | N/A | フィニアス                                                                                 | なし             |
| ついにかなった夢             | The Good Life                                                          | ダン・ポベンマイヤー、ダニー・ジェイコブ | 市之瀬洋一                                                                                 | なし             |
| ついにかなった夢             | かわいい弟たち（Little Brothers）                                      | ジョン・コルトン・バリー | ステイシー（原田真純）                                                                     | 英語版           |
| ついにかなった夢             | 縛られて（Chains On Me）                                               | ダン・ポベンマイヤー、ジェフ・“スワンピー”・マーシュ、マーティン・オルソン                                                                                         | 武虎                                                                                       | 英語版           |
| ついにかなった夢             | Sleepy Ending                                                          | N/A | なし                                                                                       | なし             |
| 2輪戦車レース                | My Chariot                                                             | N/A | 岡崎昌幸                                                                                   | なし             |
| 2輪戦車レース                | Paul Bunyan's Pancake Haus (jingle)                                    | N/A | 不明                                                                                       | なし             |
| 弟をこらしめまショー         | Leave the Busting to Us! (song)                                        | N/A | 武虎                                                                                       | なし             |
| 弟をこらしめまショー         | Gotta Make Summer Last                                                 | ダニー・ジェイコブ、ジャニス・リーブハート | 風雅なおと                                                                                 | なし             |
| ローラースケート・ダービー   | Ring Of Fun                                                            | ダン・ポベンマイヤー、マーティン・オルソン、ロバート・ヒューズ | 風雅なおと                                                                                 | なし             |
| 何もしない一日               | 何もしない一日（Do Nothing Day）                                       | ジョン・コルトン・バリー | ジェレミー、キャンディス                                                                   | 英語版           |
| カレシは原始人               | Sandwich Town jingle                                                   | N/A | 不明                                                                                       | なし             |
| 金魚救出作戦                 | Fish Out of Water                                                      | マーティン・オルソン、ジョン・コルトン・バリー | 原田真純                                                                                   | 英語版           |
| ミニ・ゴルフ・コース再建計画 | Quirky Work Song                                                       | N/A | ダニー・ジェイコブ（原語版流用）                                                           | なし             |
| ミニ・ゴルフ・コース再建計画 | ミニ・ゴルフ・クイーン（Disco Miniature Golfing Queen）                | ダン・ポベンマイヤー、ジェフ・“スワンピー”・マーシュ、マーティン・オルソン、ダニー・ジェイコブ                                                                     | 原田真純                                                                                   | 英語版           |
| カモノハシ・キャンディス     | Slushy The Clown                                                       | N/A | 不明                                                                                       | なし             |
| カモノハシ・キャンディス     | Perry The Teenage Girl                                                 | N/A | 大木理紗                                                                                   | なし             |
| 監視カメラに写っちゃった     | And the Animals Go                                                     | ダン・ポベンマイヤー、ジェフ・“スワンピー”・マーシュ、マーティン・オルソン                                                                                         | モノグラム少佐                                                                             | なし             |
| 巨大なボウリングの球         | Pin-bowlin'                                                            | ダン・ポベンマイヤー、ジェフ・“スワンピー”・マーシュ、マーティン・オルソン、ダニー・ジェイコブ、マイケル・カルロス                                                 | 岡崎昌幸                                                                                   | なし             |
| 怪物コンテスト               | He's Eviler                                                            | ダン・ポベンマイヤー、ジェフ・“スワンピー”・マーシュ、マーティン・オルソン                                                                                         | ジキル・ドゥーフェンシュマーツ、大木理紗                                                   | なし             |
| 巨大アート                   | （I Must）Impress My Professor                                         | ダン・ポベンマイヤー、ジェフ・“スワンピー”・マーシュ、マーティン・オルソン、ダニー・ジェイコブ、アントワーヌ・ギルボー、アリキ・セオフィロパウロス・グラフト       | ドゥーフェンシュマーツ                                                                     | なし             |
| 科学発表会                   | Baliwood                                                               | ダン・ポベンマイヤー、ロバート・ヒューズ、アリキ・セオフィロパウロス・グラフト                                                                                     | フィニアス、バルジート                                                                     | なし             |
| 科学発表会 番外編            | 火星じゃ女王（Queen Of Mars）                                          | ダン・ポベンマイヤー、ジェフ・“スワンピー”・マーシュ、ジョン・コルトン・バリー                                                                                     | キャンディス                                                                               | 英語版           |
| あこがれの宇宙旅行           | ロケットに乗り宇宙へ行こう（Let's Take A Rocket Ship To Space）        | ダン・ポベンマイヤー、ジェフ・“スワンピー”・マーシュ、ボビー・ゲイラー、マーティン・オルソン、ダニー・ジェイコブ                                                   | 市之瀬洋一                                                                                 | 英語版           |
| あこがれの宇宙旅行           | Shooting Star Milkshake Bar                                            | N/A | 風雅なおと                                                                                 | なし             |
| 巨大ゲームで対決             | F-Games                                                                | ダン・ポベンマイヤー、ジェフ・“スワンピー”・マーシュ、マーティン・オルソン、マイケル・カルロス                                                                     | 岡崎昌幸                                                                                   | なし             |
| カミリアン彗星の大接近       | Quirky Worky Song                                                      | N/A | ダニー・ジェイコブ（原語版流用）                                                           | 英語版           |
| カミリアン彗星の大接近       | パンツにリスがいるんだよ（S.I.M.P.「Squirrels In My Pants」）          | ダン・ポベンマイヤー、ジェフ・“スワンピー”・マーシュ、マーティン・オルソン、マイケル・カルロス                                                                     | 公園にいる二人の男（武虎、風雅なおと）                                                     | 英語版           |
| アニメーション・ヒーロー     | Pinhead Pierre Theme                                                   | ダニー・ジェイコブ、ジョン・コルトン・バリー | 立花敏弘                                                                                   | なし             |
| 悪の帝国ドゥーフェニア       | Hail Doofania!                                                         | ダン・ポベンマイヤー、ジェフ・“スワンピー”・マーシュ、マーティン・オルソン、マイケル・カルロス                                                                     | ドゥーフェンシュマーツ                                                                     | なし             |

## シーズン2
シーズン2以降においては、下記のベストソング・カウントダウンにランクインした曲や、シーズン1からの挿入歌以外、日本では一切CD化されていないが、音楽配信サービスで一部の曲の英語版が配信されている。
| 順位 | 挿入歌                                                       | 歌唱 |
| ---- | ------------------------------------------------------------ | --- |
| 10   | みんなでベティーズ                                           | ザ・ベティーズ（松本さち）                                                                                         |
| 9    | 火星じゃ女王                                                 | キャンディス（永田亮子）                                                                                           |
| 8    | リズムがない                                                 | フィニアス（宮田幸季）、シャーマン                                                                                 |
| 7    | ママのバースデー                                             | キャンディス（永田亮子）                                                                                           |
| 6    | 悪魔なふたり                                                 | キャンディス（永田亮子）                                                                                           |
| 5    | パンツにリスがいるんだよ（エクステンディッド・バージョン）   | 公園にいる二人の男                                                                                                 |
| 4    | かわいい弟たち                                               | ステイシー（原田真純）                                                                                             |
| 3    | 覚悟して（エクステンディッド・バージョン）                   | キャンディス（永田亮子）、ヴァネッサ（高梁碧）                                                                     |
| 2    | 裏庭ビーチ                                                   | ファーブ（立花敏弘）                                                                                               |
| 1    | ギチ・ギチ・グーは愛してる（エクステンディッド・バージョン） | フィニアス・アンド・ファーブトーンズ（フィニアス（宮田幸季）、ファーブ、"ファーベッツ"）、キャンディス（永田亮子） |

「カメレオンのスティーブ」では挿入歌が流れないため除外。
| エピソード                                                                         | 挿入歌                                                                                               | 歌唱                                                                             | アルバム収録 |
| ---------------------------------------------------------------------------------- | --- | -------------------------------------------------------------------------------- | ------------ |
| レーク・ノーズ・モンスター                                                         | Mission                                                                                              | サイバトロンたち                                                                 |              |
| レーク・ノーズ・モンスター                                                         | We'll Save Everyone                                                                                  | 岡崎昌幸                                                                         |              |
| レーク・ノーズ・モンスター                                                         | My Wettest Friend                                                                                    | 市之瀬洋一                                                                       |              |
| ペリーの気持ちホンヤク機                                                           | Quirky Worky Song                                                                                    | ダニー・ジェイコブ（原語版流用）                                                 | 英語版       |
| ペリーの気持ちホンヤク機                                                           | Perfect Day                                                                                          | 風雅なおと                                                                       | 英語版       |
| 世界に広めよう！靴ひもの先端                                                       | ア-グ-レッ-ト（A-G-L-E-T）                                                                           | フィニアス、キャンディス、群衆                                                   |              |
| 巨大キャンディスあらわる                                                           | Flawless Girl                                                                                        | 市之瀬洋一                                                                       |              |
| 裏庭水族館                                                                         | When Will He Call Me?                                                                                | 原田真純                                                                         |              |
| 悪のゼリーモンスター                                                               | Come On, Kids!                                                                                       | 市之瀬洋一                                                                       |              |
| 名探偵キャンディス                                                                 | Elementary                                                                                           | 風雅なおと                                                                       |              |
| 許されぬまばたき                                                                   | Watchin' and Waitin'                                                                                 | フィニアス                                                                       | 英語版       |
| 許されぬまばたき                                                                   | Quirky Worky Song                                                                                    | ダニー・ジェイコブ（原語版流用）                                                 | 英語版       |
| カモノハシ・レストランでデート                                                     | 悪の愛（Happy Evil Love）                                                                            | ドゥーフェンシュマーツ、女性（根本圭子）                                         |              |
| カモノハシ・レストランでデート                                                     | Quirky Worky Song                                                                                    | ダニー・ジェイコブ（原語版流用）                                                 | 英語版       |
| ペリーが卵を産んだ!                                                                | Technology vs. Nature                                                                                | 岡崎昌幸                                                                         |              |
| テレビゲームの世界へようこそ                                                       | Let's Go Digital                                                                                     | イザベラ、バルジート、ビューフォード（岡崎昌幸）                                 |              |
| ミープの隠された真実                                                               | Quirky Worky Song                                                                                    | ダニー・ジェイコブ（原語版流用）                                                 | 英語版       |
| ミープの隠された真実                                                               | My Ride From Outer Space                                                                             | 岡崎昌幸、ファーブ                                                               | 英語版       |
| ミープの隠された真実                                                               | Bango-Ru                                                                                             | 立花敏弘                                                                         |              |
| 弟たちの発明対決                                                                   | Couldn't Kick My Way Into Her Heart                                                                  | ドゥーフェンシュマーツ、ラブ・ハンドル                                           |              |
| 史上最大の飛行機づくり                                                             | Quirky Worky Song                                                                                    | ダニー・ジェイコブ                                                               | 英語版       |
| 史上最大の飛行機づくり                                                             | So Peanutty                                                                                          | 市之瀬洋一                                                                       |              |
| 史上最大の飛行機づくり                                                             | Big Ginormous Airplane                                                                               | ファーブ（風雅なおと）、原田真純                                                 |              |
| クイズにチャレンジ                                                                 | Let's Take a Quiz                                                                                    | 市之瀬洋一                                                                       |              |
| ドライブは洗車場                                                                   | Phintastic Ferbulous Car Wash                                                                        | フィニアス、ファイヤーサイド・ガールズ、バルジート、ビューフォード               |              |
| 帰ってきて!ペリー                                                                  | Come Home, Perry                                                                                     | ダンヴィルの住民（主にフィニアス、イザベラ、キャンディス）                       | 英語版       |
| フィニアス一家漂流記                                                               | Carl, the Intern                                                                                     | 岡崎昌幸                                                                         |              |
| フィニアス一家漂流記                                                               | Quirky Worky Song (Hawaiian theme)                                                                   | 不明                                                                             |              |
| ベストソング・カウントダウン                                                       | トップ10の挿入歌（詳細はすぐ上の表を参照）                                                           | 様々                                                                             |              |
| ベストソング・カウントダウン                                                       | My Name is Doof                                                                                      | ドゥーフェンシュマーツ                                                           |              |
| タイムマシンで大騒ぎ                                                               | 今日はきっと最高になるよ!（2番）                                                                     | 岡崎昌幸                                                                         |              |
| タイムマシンで大騒ぎ                                                               | Charmed Life                                                                                         | ドゥーフェンシュマーツ                                                           |              |
| ミクロでかくれんぼ                                                                 | When You're Small                                                                                    | 風雅なおと                                                                       |              |
| ロマンチック豪華クルーズ                                                           | Boat of Romance                                                                                      | 市之瀬洋一                                                                       |              |
| ロマンチック豪華クルーズ                                                           | Gotta Make Summer Last                                                                               | 風雅なおと                                                                       |              |
| ザ・バルジートルズ                                                                 | 成績つけて（Gimme a Grade）                                                                          | バルジート、フィニアス、ファーブ                                                 | 英語版       |
| 巨大ストアで争奪戦                                                                 | それがアタシ（I'm Me）                                                                               | ヴァネッサ（荒牧陽子）                                                           | 英語版       |
| かわいいウサギにご用心                                                             | Quirky Worky Song                                                                                    | 不明                                                                             | 英語版       |
| かわいいウサギにご用心                                                             | X-Ray Eyes                                                                                           | 岡崎昌幸                                                                         |              |
| はじめてのスパ・デー                                                               | Spa Day                                                                                              | ファーブ（立花敏弘）                                                             | 英語版       |
| はじめてのスパ・デー                                                               | Dr. Coconut                                                                                          | ラジオ（立花敏弘、市之瀬洋一）                                                   |              |
| シャボン玉ボーイズ                                                                 | Yodel Odel Obey Me                                                                                   | ドゥーフェンシュマーツ（市之瀬洋一、多田野曜平）                                 |              |
| イザベラ 樹液の伝説                                                                | The Fireside Girls Song                                                                              | イザベラ、ファイヤーサイドガールズ                                               |              |
| キャンディスを励まそう                                                             | Mix and Mingle Machine                                                                               | ダンヴィル住民                                                                   |              |
| ファイヤーサイド・ガールズへの道                                                   | Go Candace                                                                                           | 原田真純                                                                         |              |
| ガキ大将のおきて                                                                   | He'll Do Anything But Go Away                                                                        | 市之瀬洋一                                                                       |              |
| ファインディング・メアリー                                                         | そんなに悪いパパじゃない（Not So Bad a Dad）                                                         | ヴァネッサ                                                                       | 英語版       |
| 謎の物体をさぐれ                                                                   | What Do It Do?                                                                                       | 風雅なおと                                                                       |              |
| 伝説の都市アトランティス                                                           | Atlantis                                                                                             | フィニアス、ファーブ、イザベラ、バルジート、ビューフォード、アービング、立花敏弘 |              |
| 写真で瞬間移動                                                                     | Oy Vey!                                                                                              | 交流会参加者                                                                     |              |
| 写真で瞬間移動                                                                     | There is No Candy in Me                                                                              | バルジート、キャンディス、ペリー、ビューフォード、フィニアス、ファーブ           |              |
| ファーブのマネマネ・ダンストロン                                                   | 吐くまで踊れ！（Safety Dance）                                                                       | テレビ音声（風雅なおと）                                                         |              |
| ロボット緊急出動                                                                   | Bubble Gum                                                                                           | キャンディス、ローレンス、ファーブ、ファイヤーサイド・ガールズ                   |              |
| スージーの休戦宣言                                                                 | タフガム（Tuff Gum）                                                                                 | 岡崎昌幸                                                                         |              |
| スージーの休戦宣言                                                                 | Mobile Mammal                                                                                        | 岡崎昌幸                                                                         |              |
| フィニアスとファーブのクリスマス・バケーション（エクステンディッド・エディション） | 待ちに待った冬休み (Winter Vacation)                                                                 | 岡崎昌幸、風雅なおと、原田真純                                                   |              |
| フィニアスとファーブのクリスマス・バケーション（エクステンディッド・エディション） | 彼が欲しいもの (What Does He Want?)                                                                  | キャンディス                                                                     | 英語版       |
| フィニアスとファーブのクリスマス・バケーション（エクステンディッド・エディション） | 気分はクリスマス (That Christmas Feeling)                                                            | 原田真純、風雅なおと                                                             | 英語版       |
| フィニアスとファーブのクリスマス・バケーション（エクステンディッド・エディション） | クリスマスはキライじゃない (I Really Don't Hate Christmas)                                           | ドゥーフェンシュマーツ                                                           | 英語版       |
| フィニアスとファーブのクリスマス・バケーション（エクステンディッド・エディション） | どこで間違ったの? (Where Did We Go Wrong?)                                                           | フィニアス、イザベラ、バルジート、キャンディス、ジェレミー                       | 英語版       |
| フィニアスとファーブのクリスマス・バケーション（エクステンディッド・エディション） | ダンヴィルはいい所 (Danville for Niceness)                                                           | フィニアス、イザベラ、バルジート、ビューフォード、ダンヴィル住民                 | 英語版       |
| フィニアスとファーブのクリスマス・バケーション（エクステンディッド・エディション） | Christmas Is Starting Now                                                                            | 岡崎昌幸                                                                         | 英語版       |
| フィニアスとファーブのクリスマス・バケーション（エクステンディッド・エディション） | ありがとうサンタさん (Thank You Santa)                                                               | 風雅なおと、原田真純                                                             | 英語版       |
| カールの潜入捜査                                                                   | カールのテーマソング（Carl The Intern (Undercover Version)）                                         | 岡崎昌幸                                                                         |              |
| カールの潜入捜査                                                                   | When You Levitate                                                                                    | 大木理紗、不明                                                                   | 英語版       |
| 3つの州の統一記念日                                                                | Tri-State Area Unification Day                                                                       | ラブ・ハンドル                                                                   |              |
| 何でも通り抜けマシン                                                               | Just Passing Through                                                                                 | ボビー・ファビュラス（武虎）                                                     |              |
| カンペキな結婚式                                                                   | Wedding Adventure                                                                                    | フィニアス、ファーブ、イザベラ、ファイヤーサイド・ガールズ                       |              |
| ファーブ支配者の侵略                                                               | You're Not Ferb                                                                                      | 岡崎昌幸                                                                         | 英語版       |
| なつかしの最新ロケット                                                             | Ain't No Kiddie Ride                                                                                 | 風雅なおと                                                                       |              |
| オスの魔法使い                                                                     | Yellow Sidewalk                                                                                      | イザベラ（目玉ちゃん）、ファイヤーサイド・ガールズ（パチキンズ）                 |              |
| オスの魔法使い                                                                     | かっこよくなりたい（I Wish I Was Cool）                                                              | バルジート（かかし）                                                             |              |
| オスの魔法使い                                                                     | Tree-Related Wish                                                                                    | ジェレミー                                                                       |              |
| オスの魔法使い                                                                     | 欲しいのは（I Want Nothing）                                                                         | ビューフォード                                                                   |              |
| オスの魔法使い                                                                     | The Guard's Wishes                                                                                   | ドゥーフェンシュマーツ魔法使いの城の衛兵たち                                     |              |
| オスの魔法使い                                                                     | 赤い長靴（My Red Rubber Boots）                                                                      | ドゥーフェンシュマーツ魔法使い                                                   |              |
| オスの魔法使い                                                                     | 問題は錆（Rusted）                                                                                   | キャンディス                                                                     |              |
| ザ・ビーク                                                                         | Yippy Ki Yi Yay!                                                                                     | 風雅なおと                                                                       |              |
| ザ・ビーク                                                                         | The Beak                                                                                             | 風雅なおと、原田真純                                                             |              |
| フィニアスとファーブに大変身                                                       | Space Adventure                                                                                      | フィニアス                                                                       |              |
| キャンディスの告げ口作戦                                                           | You Gotta Bust Your Brothers                                                                         | 岡崎昌幸                                                                         |              |
| 裏庭でロボット・ロデオ                                                             | ロボット・ロデオ（Robot Rodeo）                                                                      | 立花敏弘                                                                         |              |
| 裏庭でロボット・ロデオ                                                             | イザベラのアフロ（Izzy's Got the Frizzies）                                                          | 大木理紗                                                                         | 英語版       |
| 成功へのキーワード                                                                 | All Terrain Vehicle                                                                                  | 岡崎昌幸                                                                         |              |
| 成功へのキーワード                                                                 | Give Me Your Money Today                                                                             | ドゥーフェンシュマーツ                                                           |              |
| 満月をなくそう                                                                     | Quirky Worky Song                                                                                    | 不明                                                                             | 英語版       |
| 満月をなくそう                                                                     | Floor After Floor                                                                                    | 風雅なおと、立花敏弘                                                             |              |
| キャンディスの一日市長                                                             | Never Gonna be an Ordinary Day                                                                       | 風雅なおと                                                                       |              |
| キャンディスの一日市長                                                             | Quirky Worky song (Pioneer theme remix)                                                              | ボンブシェル（原語版流用）                                                       |              |
| レモネードとベストフレンド                                                         | You're My Better Best Friend                                                                         | 笹部恵里子                                                                       |              |
| 巨大迷路で大冒険                                                                   | Not Knowing Where You're Going                                                                       | 風雅なおと                                                                       | 英語版       |
| 80年代復活コンサート                                                               | カノジョはエイリアン（Alien Heart）                                                                  | マックスモデム・アンド・ザ・メインフレームス                                     |              |
| 80年代復活コンサート                                                               | 噂のリンダナ（エクステンディッド・バージョン）（I'm Lindana And I Wanna Have Fun! Extended Version） | リンダナ（笹部恵里子）                                                           |              |
| SFファンタジー集会                                                                 | Ducky Momo Is My Friend                                                                              | 原田真純                                                                         |              |
| SFファンタジー集会                                                                 | Our Movie's Better Than Yours                                                                        | SFファンとファンタジーファン                                                     |              |
| SFファンタジー集会                                                                 | ダッキー・モモのテーマソング（Ducky MoMo Theme Song）                                                | 原田真純、市之瀬洋一                                                             |              |
| ハワイでバケーション                                                               | A-Prime Calypso                                                                                      | 岡崎昌幸                                                                         |              |
| ハワイでバケーション                                                               | Bad Luck                                                                                             | 風雅なおと                                                                       |              |
| キャンディスが2人!?                                                                | あの子とは意見が合わない（Me, Myself and I）                                                         | キャンディス                                                                     |              |
| ベッドで風邪をふきとばせ!                                                          | カモノハシに支配されている（There's a Platypus Controlling Me）                                      | ドゥーフェンシュマーツ                                                           | 英語版       |
| キャンディス、王女になる                                                           | 何もしない一日（Do Nothing Day）                                                                     | ジェレミー                                                                       |              |
| キャンディス大ピンチ!?                                                             | Breath                                                                                               | ジェレミー                                                                       |              |
| キャンディス大ピンチ!?                                                             | Candace Party (Intimate Get Together)                                                                | キャンディス、パーティーの友達                                                   | 英語版       |
| 夏はキミのもの!                                                                    | I Believe We Can                                                                                     | クレイ・エイケン（原語版流用）、チャカ・カーン（原語版流用）、フィニアス         | 英語版       |
| 夏はキミのもの!                                                                    | ウェルカム・トゥ・トーキョー（Jpop (Welcome to Tokyo)）                                              | ステイシーのいとこ                                                               | 英語版       |
| 夏はキミのもの!                                                                    | Rubber Bands, Rubber Balls                                                                           | サブおじさん（小形満）                                                           | 英語版       |
| 夏はキミのもの!                                                                    | Bouncin' Around The World                                                                            | ラブ・ハンドル                                                                   | 英語版       |
| 夏はキミのもの!                                                                    | （In This）City of Love                                                                              | イザベラ                                                                         | 英語版       |
| 夏はキミのもの!                                                                    | Follow the Sun                                                                                       | 原田真純、風雅なおと                                                             | 英語版       |
| 夏はキミのもの!                                                                    | 夏はキミのもの！（Summer Belongs To You）                                                            | フィニアス、ファーブ、キャンディス、イザベラ                                     | 英語版       |
| ジェットコースター ザ・ミュージカル                                                | ねえ、ファーブ（Hey Ferb）                                                                           | フィニアス、原田真純、市之瀬洋一                                                 | 英語版       |
| ジェットコースター ザ・ミュージカル                                                | あんたたちはオ・ワ・リ（You're Going Down）                                                          | キャンディス、ステイシー（原田真純）、ジェニー（大木理紗）                       | 英語版       |
| ジェットコースター ザ・ミュージカル                                                | な～にしてるの？（What'cha Doin?）                                                                   | イザベラ                                                                         | 英語版       |
| ジェットコースター ザ・ミュージカル                                                | ねえ、ママ（Mom, Look!）                                                                             | キャンディス、原田真純、市之瀬洋一                                               |              |
| ジェットコースター ザ・ミュージカル                                                | 機械を使うにはわかすぎない？（Aren't You A Little Young?）                                           | 建築会社の男性（武虎）                                                           |              |
| ジェットコースター ザ・ミュージカル                                                | ギンメルシュトゥンプじゃ（Back In Gimmelshtump）                                                     | ドゥーフェンシュマーツ                                                           | 英語版       |
| ジェットコースター ザ・ミュージカル                                                | ジェットコースター（Rollercoaster）                                                                  | フィニアス、ファーブ（立花敏弘）、ビューフォード                                 | 英語版       |
| ジェットコースター ザ・ミュージカル                                                | カーペ ディエム（Carpe Diem）                                                                        | フィニアス                                                                       | 英語版       |

## シーズン3
「祝！フィニアスの誕生日」「ママ、後ろを向いて」では挿入歌が流れないため除外。
| エピソード                                 | 挿入歌                                                                      | 歌唱 | アルバム収録 |
| ------------------------------------------ | --------------------------------------------------------------------------- | --- | ------------ |
| 走れ！キャンディス                         | 走れ！キャンディス！走れ（Run, Candace, Run）                               | |              |
| キャンディス、諦める？                     | Give Up                                                                     | |              |
| あたしのどこが好き？                       | 僕が好きなのは（Set The Record Straight）                                   | ジェレミー |              |
| ２人で一緒に                               | Just the Two of Us                                                          | | 英語版       |
| ダンヴィル・ハーバーのサメ伝説             | Shark of Danville Harbor                                                    | |              |
| 月の牧場                                   | Lunar Taste Sensation                                                       | |              |
| カンペキな予言                             | Super Computer                                                              | |              |
| 間違われたカモノハシ                       | Funhouse                                                                    | | 英語版       |
| ケータイで瞬間移動                         | Dance Baby                                                                  | | 英語版       |
| パパと空飛ぶじゅうたん                     | Aerial Area Rug                                                             | |              |
| 最悪なヘアの一日                           | ダートで尻を打たれた（Shot In The Butt With A Dart）                        | ドゥーフェンシュマーツ                                                                                               |              |
| ダンヴィル・ミートローフ・フェスティバル   | Meatloaf                                                                    | 小さなカウボーイ |              |
| 三つの州の石器時代                         | ズッパデーヤ（Zubada）                                                      | フィニアス・アンド・ファーブ・トーンズ、ビューフォード、バルジート、ママ、パパ、ジェレミー、キャンディス（石器時代） |              |
| イザベラ王女を救え                         | The Way of the Platypus                                                     | | 英語版       |
| 無気力なフィニアスとファーブ               | （With These）Blueprints                                                    | キャンディス、ビューフォード、バルジート、ドゥーフェンシュマーツ                                                     |              |
| 無気力なフィニアスとファーブ               | Snacks                                                                      | ママ |              |
| ノームの夢                                 | Gumshine and Bubble Sun                                                     | |              |
| ノームの夢                                 | Real Boy                                                                    | ノーム、ラッパー | 英語版       |
| ドライブ旅行                               | Little Bit of Home on the Road                                              | |              |
| スキドリー・ウィファーズの女王             | Skiddley Whiffers                                                           | |              |
| ツール・ド・ファーブ                       | Tour de Ferb                                                                | |              |
| いとこたちとのサッカー対決！               | Lady Song（How To Be A Lady）                                               | イライザ・フレッチャー                                                                                               |              |
| いとこたちとのサッカー対決！               | Football X7                                                                 | | 英語版       |
| いとこたちとのサッカー対決！               | ナストリルズのバス（Nostrils On The Bus）                                   | ノストリルズの選手                                                                                                   |              |
| マスコットキャラクター・ペリー             | 半日を一緒に過ごそう（Let's Spend Half A Day）                              | | 英語版       |
| ラブマフィン 悪のコンテスト                | 悪党だから（We're Evil）                                                    | 悪の科学者たち |              |
| ハロウィーンのおばけ騒動                   | Were-cow                                                                    | |              |
| キャンディスが吸血鬼！？                   | Vampire Song                                                                | |              |
| フィニアスとファーブのタワー脱出           | Breakin' out                                                                | |              |
| ペリーの失われた記憶                       | チーズトピア（Cheese topia）                                                | |              |
| ペリーの失われた記憶                       | ペリーの帽子（Perry's Hat）                                                 | |              |
| ファーブ・ラテン語                         | Ferb Latin                                                                  | フィニアス、ファーブ、イザベラ、ビューフォード、バルジート                                                           | 英語版       |
| ポテトパンケーキ・フェスティバル           | Frenemies                                                                   | ビューフォード、バルジート                                                                                           |              |
| フィニアスとファーブの真夏のクリスマス番組 | Let It Snow, Let it Snow, Let it Snow                                       | イザベラ | 英語版       |
| フィニアスとファーブの真夏のクリスマス番組 | Good King Wenceslas                                                         | ビューフォード、バルジート                                                                                           | 英語版       |
| フィニアスとファーブの真夏のクリスマス番組 | We Wish You A Merry Christmas                                               | フィニアス、イザベラ、バルジート、ビューフォード、パパ、モノグラム少佐、ドゥーフェンシュマーツ                       | 英語版       |
| ワニのクライキーを捜せ！                   | Subterranean Crocodile Apprehension Expedition                              | |              |
| ファーブTV                                 | That's the Norm                                                             | |              |
| 近くて遠いママ                             | Perrytronic                                                                 | |              |
| 落ち葉でスフォール                         | S' Fall                                                                     | |              |
| 伝説の剣エクスカリファーブ                 | Questing Song                                                               | |              |
| 伝説の剣エクスカリファーブ                 | Epic Monster Battle                                                         | |              |
| キャンディスの潜在意識                     | Deep Into Your Mind                                                         | |              |
| 素晴らしきアリの世界                       | Ants                                                                        | |              |
| エージェント・ドゥーフェンシュマーツ       | 赤ちゃんは最高（Dance Baby!）                                               | |              |
| フィニアスとファーブ なーにしてるの伝説    | 下は見ないで（Don't Look Down）                                             | |              |
| 仕事場にラブ・ハンドル                     | He's Driving Safe                                                           | ラブ・ハンドル |              |
| 仕事場にラブ・ハンドル                     | He's on His Way                                                             | ラブ・ハンドル |              |
| 仕事場にラブ・ハンドル                     | Sci Fi Speculative                                                          | ラブ・ハンドル |              |
| 仕事場にラブ・ハンドル                     | Going to City Hall                                                          | ラブ・ハンドル |              |
| 仕事場にラブ・ハンドル                     | Kitty in a Box                                                              | ラブ・ハンドル |              |
| 仕事場にラブ・ハンドル                     | He's Not Sure                                                               | ラブ・ハンドル |              |
| 仕事場にラブ・ハンドル                     | We Wanna Eat                                                                | ラブ・ハンドル |              |
| 仕事場にラブ・ハンドル                     | Sliding Down a Tube                                                         | ラブ・ハンドル |              |
| 仕事場にラブ・ハンドル                     | Paul's Revelation Operetta                                                  | ラブ・ハンドル |              |
| どこでもトランポリン                       | Lies                                                                        | ドゥーフェンシュマーツ                                                                                               |              |
| 忍者スーツでお静かに                       | 私はハンサム（I'm Handsome）                                                | ドゥーフェンシュマーツ                                                                                               | 英語版       |
| 友情って不思議                             | Big Honkin' Hole in My Heart                                                | ビューフォード、バルジート                                                                                           | 英語版       |
| ドゥンクル・ベリーを探しに行こう           | ドゥルースルスティンの免許の試験は命がけ（Drusselstein Driving Test Waltz） | | 英語版       |
| ビューフォードの恋                         | Runnin' from Love (in a Bear Suit)                                          | | 英語版       |
| 夢の中では天才発明家                       | Jetpack Volleyball                                                          | |              |
| エイリアンがやってきた！                   | Non-Reaction Song                                                           | |              |
| ミープに巡り逢えたら                       | Wee Wee Wee                                                                 | ミープの星の戦士たち                                                                                                 |              |
| ママの好きなもの                           | We Are the Moms                                                             | ダンヴィルに住むママたち                                                                                             | 英語版       |
| 僕の頭脳を刺激して                         | 僕はビックブレイン（Taking On The Big Brain）                               | |              |
| デートの相手は親の敵                       | Won't Keep Us Apart                                                         | |              |
| パパとブーツ・スクレーパー                 | Swap Meet                                                                   | |              |
| パパとブーツ・スクレーパー                 | モノグラム少佐のテーマ（Major Monogram Theme Song）                         | モノグラム少佐 |              |
| カモノハシ・ドゥーフェンシュマーツ         | ファイトカモノハシ（A Platypus Fight）                                      | |              |
| ノームの大活躍                             | そう武器だ（Weaponry）                                                      | ノーム |              |
| 惑星大衝突                                 | クジラミンゴ（Whalemingo）                                                  | ビューフォード |              |
| 惑星大衝突                                 | ダブルダッチ（Double Dutch）                                                | ダブルダッチマシン                                                                                                   |              |
| ダンヴィルへの道                           | つらい日だぜ（It's A Heck Of A Day）                                        | |              |
| ペリーどこだ？                             | サバンナは最高（（On The）Savannah）                                        | |              |
| ペリーどこだ？                             | 普通じゃ考えられない車（Highly Unconventional Vehicle）                     | フィニアス |              |
| ペリーどこだ？                             | 悪は成績のため（Evil For Extra Credit）                                     | カール | 英語版       |
| ペリーどこだ？                             | サルと一緒に生きる（Livin’ with Monkeys）                                   | キャンディス | 英語版       |
| 街中が大停電                               | What Is This Thing?                                                         | | 英語版       |
| 昨日やったこと                             | Be a Squirrel                                                               | |              |
| 過去を振り返りまショー                     | 母の愛情はキックベースの出来次第                                            | ドゥーフェンシュマーツ、ラブ・ハンドル                                                                               |              |
| 過去を振り返りまショー                     | 悪いパパじゃない                                                            | ヴァネッサ |              |
| 過去を振り返りまショー                     | ステキ宿敵                                                                  | |              |

## シーズン4
| エピソード                                             | 挿入歌                                                                                    | 歌唱 | アルバム収録 |
| ------------------------------------------------------ | ----------------------------------------------------------------------------------------- | --- | ------------ |
| ハエになったキャンディス                               | Fly On the Wall                                                                           | |              |
| 初めての車                                             | My Cruisin' Sweet Ride                                                                    | フィニアス、ファーブ、キャンディス、ジェレミー、ビビアン・ガルシア＝シャピロ                                                                 |              |
| 究極のアイスホッケー                                   | Hockey Z9                                                                                 | ザ・ホッケーフーリガンズ |              |
| 新年おめでとう！                                       | Happy New Year                                                                            | |              |
| 告げ口アシスタント                                     | Wake Up Better                                                                            | ビューフォード |              |
| ごちゃまぜ発明                                         | Backyard Hodge Podge                                                                      | パリー・グリップ、フィニアス、ファーブ、ビューフォード、バルジート、アーヴィング、イザベラ                                                   |              |
| チンチラ追い祭り                                       | Kinderlumper                                                                              | ドゥーフェンシュマーツ |              |
| ロッククライミングは最高                               | Rock Climbing Wall                                                                        | |              |
| ミツバチの日                                           | Bee Song                                                                                  | |              |
| ミツバチの一日                                         | Waggle Dance                                                                              | ファイヤーサイド・ガールズ | 英語版       |
| アメリカ＝カナダ合同作戦                               | Handcar                                                                                   | エージェント・ライラ |              |
| アメリカ＝カナダ合同作戦                               | Helicopter Fight                                                                          | |              |
| ゴルディオスの結び目                                   | Gordian Knot                                                                              | フィニアス、ファーブ、キャンディス、ビューフォード、バルジート、イザベラ                                                                     |              |
| 意識交換旅行                                           | Square Dance                                                                              | キャンディス |              |
| 野生のペリー                                           | Improbably Knot                                                                           | バルジート |              |
| 野生のペリー                                           | Buford Is Trouble                                                                         | バルジート |              |
| 未確認生物チュパカブラ                                 | Chupacabra Ho                                                                             | |              |
| イザベラの誕生日                                       | Isabella’s Birthday Song (If We Could Just Be Alone)                                      | イザベラ | 英語版       |
| 巨大水滴プール                                         | Extraordinary                                                                             | キャンディス | 英語版       |
| ピンキーどこ？                                         | The History Of The Tri-State Area                                                         | ドン |              |
| マーベル・ヒーロー大作戦                               | Surfin' Asteroids                                                                         | |              |
| マーベル・ヒーロー大作戦                               | My Streets                                                                                | |              |
| マーベル・ヒーロー大作戦                               | My Evil Buddies and Me                                                                    | | 英語版       |
| マーベル・ヒーロー大作戦                               | Only Trying to Help                                                                       | キャンディス、イザベラ |              |
| マーベル・ヒーロー大作戦                               | Feelin' Super                                                                             | | 英語版       |
| マーベル・ヒーロー大作戦                               | Feeling Froggy                                                                            | |              |
| ありがとうカール                                       | Pyramid Sports                                                                            | |              |
| トロイア戦争                                           | Troy                                                                                      | トロイアの兵士 |              |
| ノームの一目惚れ                                       | 恋に落ちて回路がパンク（Interface）                                                       | ノーム、クロエ |              |
| 障害物競走                                             | Humiliating Stumblegimp Dance of Contrition                                               | |              |
| 障害物競走                                             | Dance of Contrition                                                                       | |              |
| 飛び出す巨大スクラップブック                           | Giant 3D Scrapbook                                                                        | ラブ・ハンドル |              |
| 悪運を楽しもう！？                                     | 踊ろうサンシャイン（Dancing In The Sunshine）                                             | |              |
| 究極のバッティングゲーム                               | Extremely Extreme                                                                         | |              |
| キャンディスの勘違い                                   | Straight Up Bust                                                                          | キャンディス |              |
| ダンヴィル世界博覧会                                   | Professor Elemental Future Past                                                           | |              |
| 完璧じゃないピクニック                                 | Pic-A-Nic Bust                                                                            | キャンディス |              |
| 完璧じゃないピクニック                                 | Punky Momo                                                                                | キャンディス、ヴァネッサ |              |
| 身の毛もよだつ三つの州の三つの話                       | No MoMo                                                                                   | |              |
| 身の毛もよだつ三つの州の三つの話                       | Rusty Britches Song                                                                       | ラスティ |              |
| お城でハロウィーン                                     | Foot Stomp Mash Up                                                                        | |              |
| お城でハロウィーン                                     | Vampire Queens Love Pimpernels                                                            | ファーブ、バルジート |              |
| スポンジ・タウンへようこそ                             | Foam Town                                                                                 | |              |
| スポンジ・タウンへようこそ                             | Irish Rover                                                                               | |              |
| 三つの州 24時間音楽賞授賞式                            | Flashing Back To Fashion Forward                                                          | ランダムさん |              |
| 三つの州 24時間音楽賞授賞式                            | クリンパルーンのバラード（The Ballad of Klimpaloon）                                      | ラブ・ハンドル | 英語版       |
| 科学の基礎講座 ドゥーフ101                             | ドゥーフ101（Doof 101）                                                                   | ドゥーフェンシュマーツ |              |
| パパとおじいちゃんの父の日                             | Fletcher Family Flying Circus                                                             | パパ、レジナルド・フレッチャー |              |
| ラブレター回収作戦                                     | I Need My Letter Back                                                                     | イザベラ |              |
| 男の子になったキャンディス                             | いいわ（Cool）                                                                            | キャンディス、ジェレミー |              |
| バック・トゥ・ザ・ムービー                             | Playing a Game of Sports                                                                  | |              |
| バック・トゥ・ザ・ムービー                             | 離婚したと見せかけた複雑な理由（（All The）Convoluted Reasons We Pretend To Be Divorced） | 異次元のドゥーフェンシュマーツ、異次元のシャーリーン                                                                                         |              |
| 帰ってきたあくどいウサギ                               | Giant Puppet Show                                                                         | |              |
| 運転するのは奴らだ                                     | Doof's Evil Hideout Vacation Swap                                                         | 不動産業者のシェリル |              |
| 謎だらけの一日                                         | Talk to Him                                                                               | ドゥーフェンシュマーツ |              |
| ネーター方式                                           | Inator Method                                                                             | ドゥーフェンシュマーツ |              |
| もう子供じゃいられない                                 | 中年の悪あがき（Mid Life Crisis）                                                         | ドゥーフェンシュマーツ |              |
| もう子供じゃいられない                                 | What Might Have Been                                                                      | フィニアス、イザベラ | 英語版       |
| 夏を取り戻せ！                                         | Summer All Over the World                                                                 | フィニアス、ファーブ | 英語版       |
| 夏を取り戻せ！                                         | Irving's Camp Fire Song                                                                   | | 英語版       |
| 夏を取り戻せ！                                         | O.W.C.Aは終わる（O.W.C.A.'s Going Down）                                                  | ラブマフィン | 英語版       |
| ゾンビの街ダンヴィル                                   | 思い切ってジャンプ（Jump Right To It）                                                    | ファイヤーサイド・ガールズ | 英語版       |
| ゾンビの街ダンヴィル                                   | 私だらけ（Army Of Me）                                                                    | ドゥーフェンシュマーツ | 英語版       |
| ゾンビの街ダンヴィル                                   | 三角測量（Triangulation）                                                                 | イザベラ、ファイヤーサイド・ガールズ | 英語版       |
| ゾンビの街ダンヴィル                                   | ワタシフヤス（Lots of Me）                                                                | ドゥーフェンシュマーツ | 英語版       |
| スター・ウォーズ大作戦                                 | タトゥイーンは最高（We Love Tatooine!）                                                   | フィニアス、ファーブ |              |
| スター・ウォーズ大作戦                                 | 帝国軍（In The Empire）                                                                   | キャンディス、ビューフォード、バルジート |              |
| スター・ウォーズ大作戦                                 | I'm Feelin So Low                                                                         | ヴァネッサ |              |
| スター・ウォーズ大作戦                                 | シスネーターソング（Sith-Inator）                                                         | ダースェンシュマーツ |              |
| スター・ウォーズ大作戦                                 | Rebel, Let's Go!                                                                          | ヴァネッサ |              |
| 夏休み最後の日                                         | Serious Fun                                                                               | フィニアス、バルジート | 英語版       |
| 夏休み最後の日                                         | There's No One I'd Rather Go Nowhere With                                                 | | 英語版       |
| 夏休み最後の日                                         | 明日今日をやればいい（When Tomorrow is This Morning Again）                               | キャンディス、ドゥーフェンシュマーツ | 英語版       |
| 夏休み最後の日                                         | Gotta Get Back in Time                                                                    | | 英語版       |
| 夏休み最後の日                                         | ついて来てくれてありがとう（Curtain Call/Time Spent Together）                            | フィニアス、ファーブ、キャンディス、ビューフォード、バルジート、イザベラ、ドゥーフェンシュマーツ、モノグラム少佐、ファイヤーサイド・ガールズ | 英語版       |
| フィニアスとファーブ番外編 O.W.C.Aファイル             | オウカファイル（O.W.C.A Files）                                                           | | 英語版       |
| フィニアスとファーブ番外編 O.W.C.Aファイル             | They Left Me Standing Outside                                                             | |              |
| フィニアスとファーブ番外編 O.W.C.Aファイル             | （Ain't Nobody's Got A）Friend Like Mine                                                  | |              |
| フィニアスとファーブ番外編 O.W.C.Aファイル             | Bits of All of Us                                                                         | ドゥーフェンシュマーツ、マギー | 英語版       |
| ベストソング・カウントダウン２ With ケリー・オズボーン | 1. ペリーと一緒なら                                                                       | |              |
| ベストソング・カウントダウン２ With ケリー・オズボーン | 2. 夏はキミのもの！                                                                       | フィニアス、ファーブ、キャンディス、イザベラ                                                                                                 |              |
| ベストソング・カウントダウン２ With ケリー・オズボーン | 3. カモノハシに支配されてる                                                               | ドゥーフェンシュマーツ |              |
| ベストソング・カウントダウン２ With ケリー・オズボーン | 4. ベスト・フレンド それは自分                                                            | ドゥーフェンシュマーツ、異次元のドゥーフェンシュマーツ                                                                                       |              |
| ベストソング・カウントダウン２ With ケリー・オズボーン | 5. 夏のこと、どこから話そう                                                               | フィニアス、異次元のフィニアス、ファーブ（立花敏弘）、異次元のファーブ（立花敏弘）                                                           |              |
| ベストソング・カウントダウン２ With ケリー・オズボーン | 6. 愛の街で                                                                               | イザベラ |              |
| ベストソング・カウントダウン２ With ケリー・オズボーン | 7. アグレット                                                                             | フィニアス、キャンディス、群衆 |              |
| ベストソング・カウントダウン２ With ケリー・オズボーン | 8. それがアタシ                                                                           | ヴァネッサ（荒牧陽子） |              |
| ベストソング・カウントダウン２ With ケリー・オズボーン | 9. 帰ってきてペリー                                                                       | ダンヴィルの住民（主にフィニアス、イザベラ、キャンディス）                                                                                   |              |
| ベストソング・カウントダウン２ With ケリー・オズボーン | 10. キャンディスのパーティー                                                              | キャンディス、パーティーの友達 |              |

## フィニアスとファーブ/ザ・ムービー
ディズニー・チャンネルでの初回の放送では、「新しい現実へ」はオードリーが歌ったものが放送されたが、それ以降からの放送やDVDではオリジナルのバージョンが使用されている。
| 挿入歌                                                 | 歌唱                                                                               | アルバム収録 |
| ------------------------------------------------------ | ---------------------------------------------------------------------------------- | ------------ |
| ペリーと一緒なら (Everything's Better with Perry)      | 風雅なおと                                                                         | 英語版       |
| ベスト・フレンドそれは自分 (Brand New Best Friend)     | ドゥーフェンシュマーツ、異次元のドゥーフェンシュマーツ                             | 英語版       |
| 夏のこと どこから話そう? (Summer (Where Do We Begin?)) | ファニアス、異次元のファニアス、ファーブ（立花敏弘）、異次元のファーブ（立花敏弘） | 英語版       |
| もう行くよ (I Walk Away)                               | 原田真純                                                                           |              |
| 新しい現実へ (Brand New Reality)                       | 岡崎昌幸、立花敏弘／オードリー（初回放送時のみ）                                   | 英語版       |
| ロボット決戦 (Robot Riot)                              | ラブ・ハンドル                                                                     | 英語版       |
| 頼れる相棒 (Takin' Care of Things)                     | 立花敏弘                                                                           | 英語版       |
| 上を目指せ (Kick It Up A Notch)                        | フィニアス、ファーブ（立花敏弘）、異次元のドゥーフェンシュマーツ                   | 英語版       |
| 謎の力 (Mysterious Force)（未公開シーン）              | キャンディス（原語版流用）                                                         | 英語版       |

## フィニアスとファーブ/ザ・ムービー:キャンディス救出大作戦
| 挿入歌                     | 歌唱                             | アルバム収録 |
| -------------------------- | -------------------------------- | ------------ |
| Such a Beautiful Day       | キャンディス                     | 英語版       |
| The Universe Is Against Me | キャンディス                     | 英語版       |
| Space Adventure            |                                  | 英語版       |
| Chop Away at My Heart      |                                  | 英語版       |
| Meet Our Leader            |                                  | 英語版       |
| Unsung Hero                |                                  | 英語版       |
| Adulting                   | ドゥーフェンシュマーツ、イザベラ | 英語版       |
| Girls Day Out              |                                  | 英語版       |
| This Is Our Battle Song    | フィニアス                       | 英語版       |
| Us Against the Universe    | キャンディス、フィニアス         | 英語版       |
| Silhouettes                |                                  | 英語版       |
| We're Back                 | フィニアス、キャンディス         | 英語版       |